# André Guillaumin
André Louis Joseph Edmond Armand Guillaumin, född den 21 juni 1885 i Arrou, död den 29 maj 1974 i Athis-Mons, var en fransk botaniker.
År 1906 började han arbeta vid Muséum national d'histoire naturelle och var dess biträdande chef 1947–1950; han gick i pension 1956. Guillaumins verk omfattar delar av familjerna harsyreväxter, vinruteväxter, rökelseträdsväxter, trollhasselväxter, slingeväxter, lånkeväxter, mangroveväxter, Mehistomaceae och jongkongväxter i Flore générale de l'Indo-Chine mellan 1910 och 1921, Arbres et arbrisseaux utiles ou ornementaux 1928 och Les Fleurs de jardins mellan 1929 och 1936.
Auktorsnamnet Guillaumin kan användas för André Guillaumin i samband med ett vetenskapligt namn inom botaniken; se Wikipediaartiklar som länkar till auktorsnamnet.